# NFO
.NFO — (сокращение от info):
1. Файлы, ассоциируемые в Microsoft Windows с программой msinfo32.exe и используемые для хранения исчерпывающей информации о системе, такой как информация об установленном оборудовании, драйверах, программном обеспечении, пользователях и т. п.[1] Данные хранятся в текущей кодировке операционной системы в формате XML.
2. Файлы метаинформации, содержащие исчерпывающие данные о релизе. Часто можно встретить в программных пакетах, подготовленных командами хакеров, предназначенных для нелицензионного использования проприетарного программного обеспечения. Данные хранятся в кодировке ASCII в текстовом формате.

## История
Для передачи текстовой информации о релизе и дополнительной информации для пользователей ранее традиционно использовались файлы в текстовом формате с названиями READ.ME, README.* и в более общем случае *.TXT
В 1989 году олдскул команда The Humble Guys (THG) перешла на новый формат представления данных .NFO, со временем превратившийся в де факто стандарт.

## Формат
Релизные данные размещаются в файле с расширением .NFO Нередко название файла состоит только из одного этого расширения, без предваряющего названия.
Кодировкой файла .NFO установлена ASCII.
Содержание файла чётко разделяется на секции, среди которых есть обязательные и необязательные.
В порядке следования секций:
- ASCII-логотип команды, выпускающей релиз (обязательная);
- технические сведения о релизе, пакете (обязательная);
- сведения о назначении, об объекте приложения релиза, пакета (обязательная);
- инструкции пользователю
- любая другая информация, которую захочет разместить разработчик релиза, пакета.
- сведения о команде и контактная информация (обязательная)